# 레이저 (기업)
레이저(Razer Inc.)는 싱가포르의 컴퓨터 주변기기 회사이다. 주로 게이머용으로 특화된 제품들을 내놓는다. 녹색 뱀 세 마리가 트리스켈리온을 이루는 것을 로고로 사용한다.
레이저의 제품 박스를 받아보면 "For gamers, by gamers"라는 문구가 반겨주는데 이를 통해 레이저의 정체성을 잘 알 수 있다.
최근에는 단순히 컴퓨터 주변기기 뿐만 아니라 노트북인 Blade 시리즈 (Razer Blade Pro, Razer Blade, Razer Blade Stealth) 와 썬더볼트 포트를 이용해 외장 그래픽 카드를 이용할 수 있게 도와주는 독(Dock)인 코어를 개발해 제품의 영역을 넓혀가고 있다.
레이저의 제품들 중 키보드는 거미의 이름을 사용하고, 마우스는 뱀의 이름을 사용한다. 또한 마우스패드는 딱정벌레목에 속한 곤충의 이름을 사용하고, 헤드셋과 마이크 같은 음향 기기는 해양 생물의 이름을 사용한다.